# 웰라

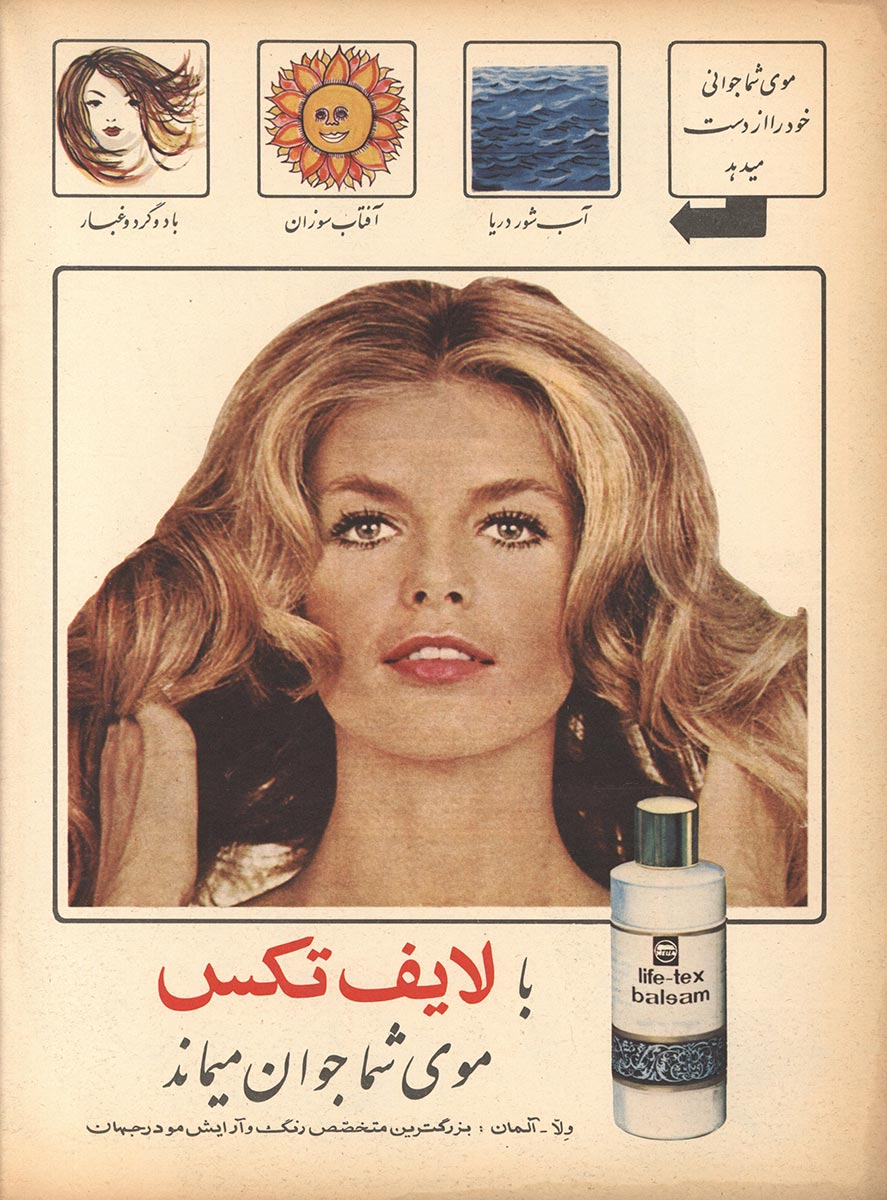
1971년 웰라 잡지 광고 (페르시아어)

웰라(Wella)는 독일의 모발 케어 기업이다. 스위스 제네바에 본사를 두고 있다. 1880년 프란츠 스트뢰허가가 설립하였으며 헤어 케어, 머리 모양 내기, 염색제를 전문으로 하여 개인과 미용사에게 판매되었고 2003년부터 프록터 앤드 갬블의 통제를 받다가 2015년 40개의 일부 P&G 브랜드와 함께 코티(Coty)에 인수되었다.